# 宗方熙
宗方熙（日语：／ Sō Michihiro，1696年10月22日—1760年1月16日），日本江戶時代中期的大名、對馬府中藩第7代藩主。
宗方熙是第3代藩主宗義真的第九子。最初他是樋口真連的婿養子，取名樋口方熙。1730年（享保15年）兄長宗義誠去世後，因宗義誠的諸子皆年幼，宗方熙便以養子的身份回歸宗氏，改名宗方熙，並於翌年繼承家督之位。
1732年（享保16年），宗義誠的長子宗義如年滿17歲，宗方熙將家督之位讓給義如並隱居。1759年（寳曆9年）去世。